# Tour de la Esperanza
Tour de la Esperanza, llamado también "Tour 2022" en un principio, es una gira musical del cantante y compositor mexicano Jesús Adrián Romero. Inició el 26 de febrero de 2022 en McAllen, Estados Unidos.

## Antecedentes
Luego de las restricciones derivadas de la Pandemia de COVID-19, las cuales incluían conciertos y eventos multitudinarios en todo el mundo, en octubre de 2021 Jesús Adrián Romero se presentó en Los Ángeles, California y Elizabeth, Nueva Jersey en los Estados Unidos.
Para inicios del 2022 se dieron a conocer fechas para Colombia en Bogotá, Medellín y Barranquilla, las cuales se llevarían a cabo en el mes de marzo; posteriormente se anunció un concierto en McAllen, Texas para el sábado 26 de febrero, el cual sería el primero de la gira. También se anunciaron más conciertos en otras ciudades estadounidenses para mayo y junio, así como fechas en ciudades de América Latina.

## Fechas de la gira
| Norteamérica            |                  |                |                                |
| 26 de febrero de 2022   | McAllen          | Estados Unidos | Payne Arena                    |
| Latinoamérica           |                  |                |                                |
| 1 de marzo de 2022      | Bogotá           | Colombia       | Movistar Arena                 |
| 2 de marzo de 2022      | Medellín         | Colombia       | Plaza de toros La Macarena     |
| 5 de marzo de 2022      | Barranquilla     | Colombia       | Explanada Puerta de Oro        |
| Norteamérica            |                  |                |                                |
| 26 de mayo de 2022      | Chicago          | Estados Unidos | Copernicus Center              |
| 28 de mayo de 2022      | Miami            | Estados Unidos | James L. Knight Center         |
| 18 de junio de 2022     | Washington D. C. | Estados Unidos | Dar Constitution Hall          |
| 24 de junio de 2022     | Houston          | Estados Unidos | The Hobby Center               |
| 25 de junio de 2022     | El Paso          | Estados Unidos | Abraham Chavez Theatre         |
| Latinoamérica           |                  |                |                                |
| 18 de agosto de 2022    | Armenia          | Colombia       | Coliseo del Café               |
| 20 de agosto de 2022    | Cali             | Colombia       | Arena Cañaveralejo             |
| 22 de agosto de 2022    | Bucaramanga      | Colombia       | Centro de eventos Cenfer       |
| 24 de agosto de 2022    | Montería         | Colombia       |                                |
| 26 de agosto de 2022    | Quito            | Ecuador        | Coliseo General Rumiñahui      |
| 27 de agosto de 2022    | Guayaquil        | Ecuador        | Estadio Modelo Alberto Spencer |
| 3 de septiembre de 2022 | San José         | Costa Rica     | Estadio Nacional               |
| 12 de noviembre de 2022 | Lima             | Perú           | Arena Perú                     |
| Norteamérica            |                  |                |                                |
| 26 de noviembre de 2022 | Ciudad de México | México         | Auditorio Nacional             |

## Conciertos cancelados
| Latinoamérica            |                |          |                           |
| 9 de septiembre de 2022  | Tegucigalpa    | Honduras | Estadio Chochi Sosa       |
| 10 de septiembre de 2022 | San Pedro Sula | Honduras | Estadio Francisco Morazán |